# 구미문화예술회관
구미시문화예술회관(龜尾市文化藝術會館, Gumi Art Center)은 대한민국 경상북도 구미시 송정대로 89(송정동)에 있는 시립 종합 공연장이다.
1979년에 신시가지를 조성하면서 회관의 부지를 확보하여 1983년부터 기본 계획을 수립하고 설계 현상 모집 등을 실시하였다. 1984년에는 문화공보부에서 각 광역시·도당 1개소 이상의 종합문화예술회관 건립 방침을 결정하면서 지금의 부지가 입지로 지정되었고, 건축가 김수근의 설계가 채택되어 1985년 2월 7일에 착공해 총 공사비 72억 5700만 원이 소요되어 1989년 10월 16일 개관했다.

## 시설 소개
대공연장
회전무대와 승강무대, 오케스트라 피트 등을 갖춘 다목적 공연장으로, 좌석 수는 1211석이다. 콘서트와 오페라, 발레, 창극, 연극 등의 다양한 공연이 열리고 있다.
소공연장
좌석 수 283석의 소규모 공연장으로, 연극이나 독주회, 실내악, 무용 등의 공연이 개최되고 있다.
전시실
대소 2개의 전시용 공간으로, 회화와 사진, 조각품, 공예품, 서예 등의 전시회가 열린다. 공원 역할을 겸하는 야외전시실도 마련되어 있다.
야외공연장
공연동 건물 오른편에 마련된 야외 공간으로, 약 700명을 수용할 수 있다. 마당놀이 등의 야외 국악 공연이나 영화 상영 등의 특별 이벤트 개최에 쓰인다.
그 외 시설
자판기와 테이블 등이 구비되어 있는 관객용 휴게실이 공연동 로비에 마련되어 있으며, 회의실과 연습실, 분장실 등 공연 참가자들을 위한 부대 시설도 갖추어져 있다.

## 상주 단체
구미시 소속 예술단들인 구미시립합창단과 구미시앙 기몯디